# Trichosia jenkinsoni
Trichosia jenkinsoni är en tvåvingeart som beskrevs av Freeman 1987. Trichosia jenkinsoni ingår i släktet Trichosia och familjen sorgmyggor. Inga underarter finns listade i Catalogue of Life.